# Rádio Fluminense
Rádio Fluminense foi uma emissora de rádio brasileira sediada em Niterói, Rio de Janeiro. Operava no dial AM nos 540 kHz.

## História
Fundada em 23 de agosto de 1966, a Rádio Fluminense 540 AM operou no segmento popular, com programação musical eclética, notícias, serviço e comunicação até 1992 quando foi arrendada por várias instituições religiosas. A partir de 2001 a rádio voltou a tocar música rock abrigando a programação da Fluminense FM, isso até 2002 quando a rádio passou a tocar MPB nas 24 horas do dia. Nesse mesmo ano a comunidade católica Canção Nova arrendou a emissora, passando a ser a sede fluminense da Rádio Canção Nova, isso até 2006 quando a rádio passou a repetir a Rádio Nacional de Brasília. A partir de 2008 a emissora voltou a ter programação própria, sob a coordenação artística de Cristian Ferraz. A emissora teve suas atividades encerradas em 4 de março de 2018, quando a emissora é arrendada para a Comunidade Cristã Paz e Vida, passando a retransmitir a Feliz FM Rio de Janeiro. Em 2022, a entidade conclui a aquisição da emissora junto com a sua respectiva emissora irmã no FM.